# Batterie de Lessivas

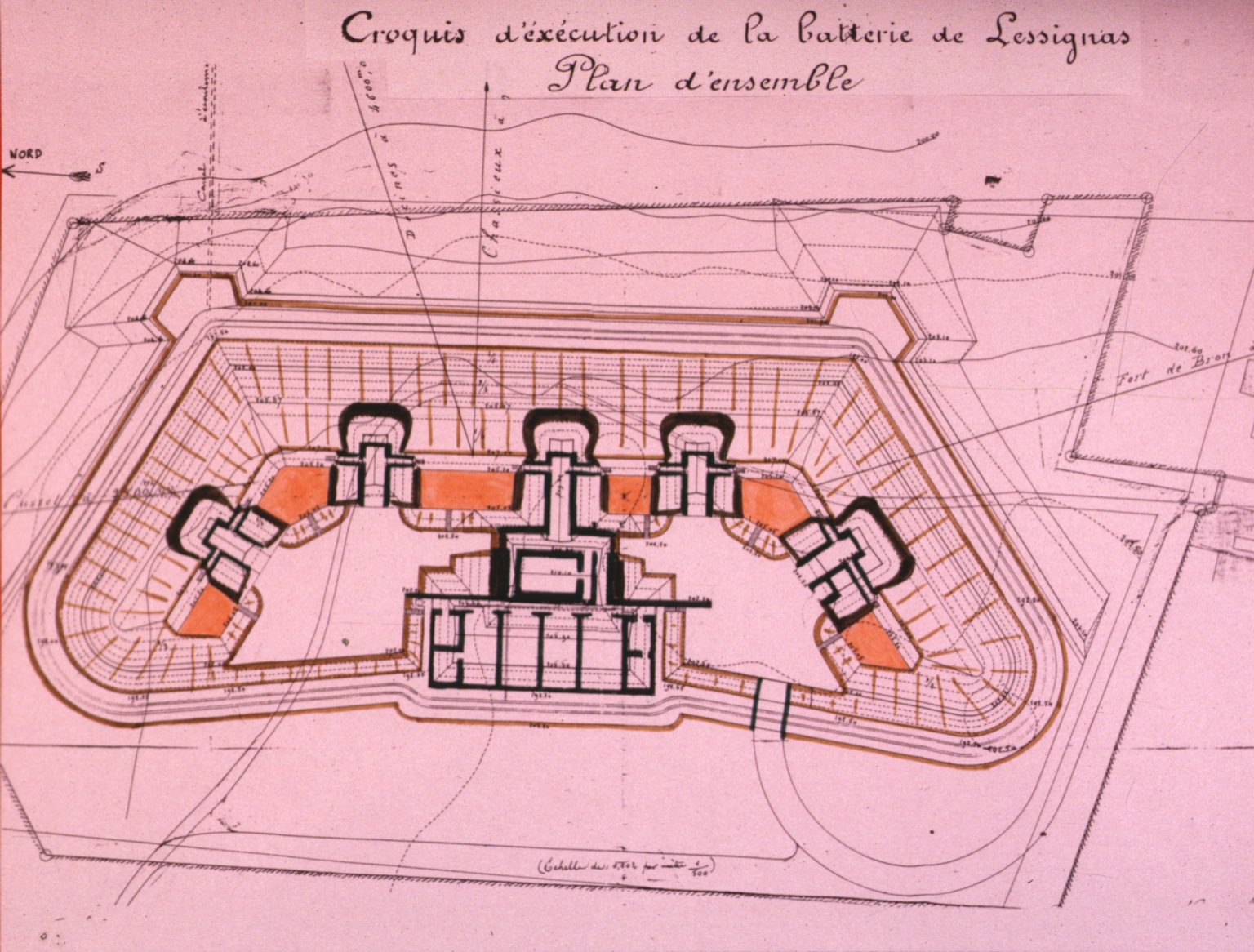
Croquis d’exécution de la batterie de Lessignas

La batterie de Lessivas, aussi orthographiée Lessignas ou Lessignaz, est située sur la commune de Bron et dépendante du fort de Bron. Couvrant l'est de Lyon avec la batterie de Parilly, elle faisait partie de la deuxième ceinture de Lyon et plus globalement du système Séré de Rivières.

## Histoire

### Construction
Après la guerre perdue de 1870, l'état-major français, craignant une nouvelle invasion, décida de construire une ceinture de fortifications autour de Lyon, par laquelle Bron fut fortifiée par un mur de 11 km de long, le Fort de Bron et deux forts, les batteries de Parilly et de Lessivas. La batterie de Lessivas fut construite entre 1878 et 1880 et se composait d'un mur d'environ 200 m de long et 100 m de large, comprenant des casernes semi-enterrées pour 150 hommes et des emplacements pour 17 canons. Elle fut desservie par un chemin de fer Decauville au plus tard en 1883, et des voies Decauville se trouvaient probablement aussi sur le mur de la batterie. Outre la défense de la route de Genas, elle permettait également un tir croisé avec les forts de Décines et de Chassieu. Pendant la Première Guerre mondiale, elle a servi de cantonnement pour les troupes affectées à la base aérienne de Bron et a été désaffectée après la Seconde Guerre mondiale. Les quatre bâtiments de la copropriété Le Lessivas, situés rue de la Batterie, ont été construits à sa place entre 1966 et 1970. Les locaux souterrains de la forteresse sont cependant toujours enfouis sous les espaces verts de la copropriété et sont aujourd'hui des témoins largement méconnus de l'époque,,.

## Utilisation contemporaine
La batterie n'existe plus, des logements ayant été construits sur son emplacement. Une rue adjacente se nomme Rue de la Batterie en référence à l'ancienne fortification.

### Liens internet
- La batterie de Parilly et la batterie de Lessivas : deux batteries en appui du Fort de Bron.